# William Douglas, 10.º Conde de Angus
William Douglas, 10.º Conde de Angus (Escócia, 1552 — Paris, 3 de março de 1611) era filho de William, o 9.º Conde (1533–1591). Era descendente direto do rei Jaime I por parte de sua avó paterna, Lady Keith Agnes, filha de William Keith, 3º Conde Marischal.

## Biografia
Estudou na Universidade de St Andrews e se juntou à família do Conde de Morton. Posteriormente, enquanto visitava a corte francesa, se converteu ao Catolicismo, e foi em consequência disto, no seu regresso, deserdado e colocado sob moderação.
Porém, herdou os títulos e as propriedades de seu pai em 1591, e embora em 1592 fosse desonrado por sua cumplicidade na conspiração do Lorde Bothwell, logo foi liberado e executou serviços úteis como Tenente do Rei, no norte da Escócia. Em julho de 1592, porém, foi pedir a ajuda da Rainha Elizabeth em uma conspiração com o Lorde Erroll e outros lordes contra Sir John Maitland, o chanceler, e rejeitou todas as ofertas da Espanha, mas em outubro, assinou um documentou em prol da Espanha, e quando a sua traição foi descoberta, ficou preso no Castelo de Edimburgo em seu retornar, em janeiro de 1593.
Angus conseguiu escapar da prisão no dia 13 com a ajuda de sua condessa, auxiliada pelos Condes de Huntly e Erroll, no norte. Foi-lhes oferecido um ato de "esquecimento" ou "abolição", desde que renunciassem à sua religião ou deixassem a Escócia. Recusando estas condições seriam declarados traidores e "proscritos".
Eles mantiveram a rebelião e, em julho de 1594 um ataque feito por eles em Aberdeen despertou a ira de Jaime. Huntly e Erroll foram subjugados por Jaime no norte, e Angus fracassou em uma tentativa em Edimburgo, em conjunto com o Conde de Bothwell.
Posteriormente, em 1597 todos eles renunciaram à sua religião, declararam-se presbiterianos, e foram restaurados às suas propriedades e honras. Angus foi novamente incluído na Conselho Privado, e em junho de 1598 foi nomeado tenente do rei, no sul da Escócia, em cuja função demonstrou grande zelo e realizou o "Ataque a Dumfries", uma campanha contra os Johnstones.
Pouco tempo depois, Angus, ofendido com a promoção de Huntly para Marquês, se retratou, resistiu a todos os argumentos dos ministros para "pensar melhor", e novamente foi excomungado em 1608.
Em 1609 retirou-se para o exílio, e morreu em Paris, França em 3 de março de 1611. Está sepultado na Abadia de Saint-Germain-des-Prés.

## Família
Angus casou com Elizabeth Oliphant, filha de Lawrence, 4º Lorde de Oliphant, na primavera de 1585, e tiveram três filhos e duas filhas.
- William Douglas, 1º Marquês de Douglas (1589-19 de fevereiro de 1659) casou pela primeira vez com Lady Margarida Hamilton, e pela segunda com Lady Maria Gordon; deixou descendentes.
- Jaime Douglas, 1º Lorde Mordington (1591-11 de fevereiro de 1656) casou com Lady Anne Oliphant e Lady Elizabeth Hay; deixou descendentes.
- Lorde Francis Douglas (nasceu em 1593)
- Lady Catherine Douglas (nasceu em 1595) casou com Sir Andrew Kerr
- Lady Mary Douglas (nasceu em 1597) casou com Alexander Livingstone, 2º Conde de Linlithgow; deixou descendentes.
- Lady Elizabeth Douglas (nasceu em 1599) casou com Sir John Campbell

Foi o autor da Chronicle of the House of Douglas.
Foi sucedido por seu filho William, como 11º Conde de Angus, posteriormente 1º Marquês de Douglas (1580–1660). O título Conde de Angus pertence atualmente aos Duques de Hamilton, e é utilizado como um título de cortesia pelo filho mais velho do herdeiro aparente para o ducado atual.